# Gwangyeong-dong
Gwangyeong-dong (koreanska: 광영동) är en stadsdel i staden Gwangyang i provinsen Södra Jeolla i den södra delen av Sydkorea, 300 km söder om huvudstaden Seoul. 